# José Saramago
José de Sousa Saramago (Azinhaga, 16 de noviembre de 1922-Tías, 18 de junio de 2010) fue un escritor portugués. En 1998 se le otorgó el Premio Nobel de Literatura. La Academia Sueca destacó su capacidad para «volver comprensible una realidad huidiza, con parábolas sostenidas por la imaginación, la compasión y la ironía».

## Biografía

### Primeros años
José Saramago nació en la freguesia portuguesa de la Azinhaga (municipio de Golegã, en el distrito central del Ribatejo), cerca del río Tajo, a 120 km al noreste de Lisboa.
Sus padres fueron José de Sousa y Maria da Piedade, una pareja campesina sin tierras y de escasos recursos económicos. Este estilo de vida influirá notablemente en los pensamientos del escritor, especialmente en lo que se refiere a sus ideas políticas, cimentadas sobre una vasta cultura formal y popular, y una experiencia vital hiperestésica. El apodo de la familia paterna era Saramago («Jaramago» en español, nombre de una planta herbácea silvestre de la familia de las crucíferas).
El niño debería haberse llamado José Sousa, pero el funcionario del registro civil cometió un error de pluma y lo anotó como José «Saramago», aunque hay quienes dicen que fue una broma del funcionario, conocido de su padre. El registro oficial menciona el día 18 de noviembre, aunque fue el 16. En 1925, la familia de Saramago se mudó a Lisboa, tras un breve paso por Azinhaga, donde su padre comenzó a trabajar de policía. Pocos meses después de la mudanza, falleció su hermano Francisco, dos años mayor.
En 1934, a la edad de doce años, entró en una escuela industrial. En aquellos años incluso los estudios técnicos contenían asignaturas humanísticas. En los libros de texto gratuitos de aquellos años Saramago se encontró con los clásicos. Incluso en sus últimos años aún podía recitar de memoria algunos de esos textos. Aunque Saramago era buen alumno, no pudo finalizar sus estudios porque sus padres ya no pudieron pagarle la escuela, por lo que para mantener a su familia Saramago trabajó durante dos años en una herrería mecánica.

### Comienzos como escritor
Pronto cambió de trabajo y comenzó a trabajar de empleado administrativo en la Seguridad Social. Tras casarse en 1944 con Ilda Reis, Saramago comenzó a escribir su primera novela, Terra do pecado, que se publicó en 1947, pero que no tuvo éxito. Ese año nació su única hija, Violante Saramago Matos.
Saramago escribió una segunda novela, Claraboya, que no fue publicada hasta 2012, dos años después de haber fallecido. Los siguientes veinte años no se dedicó a la literatura. «Sencillamente no tenía algo que decir y cuando no se tiene algo que decir lo mejor es callar».
Entró a trabajar en una compañía de seguros. Simultáneamente colaboró como periodista en Diário de Notícias, un periódico de alcance nacional, pero por razones políticas pronto fue expulsado. Luego, colaboró como crítico literario de la revista Seara Nova y fue comentarista cultural. Formó parte de la primera dirección de la Asociación Portuguesa de Escritores, y también desempeñó la subdirección del Diário de Notícias. Desde 1966 se dedicó con exclusividad a su trabajo literario. Sufrió censura y persecución durante los años de la dictadura de Salazar. Consiguió trabajo en una editorial en la cual trabajó durante doce años. En su tiempo libre tradujo varias obras de autores como Maupassant, Tolstoi, Baudelaire y Colette.
En 1966 publicó Os poemas possíveis. En 1969 se afilió al por aquel entonces clandestino Partido Comunista Portugués. Ese mismo año se divorció de Ilda y abandonó su trabajo en la editorial para dedicarse plenamente a vivir de la escritura, bien como articulista, bien como novelista. En 1970 publicó Provavelmente alegria. Entre 1972 y 1973 fue redactor del Diário de Lisboa. En 1974 se sumó a la Revolución de los Claveles, que llevó la democracia a Portugal. En 1975 publicó O Año de 1993.

### Consagración
Su primera gran novela fue Levantado do chão (1980), un retrato fresco y vívido de las condiciones de vida de los trabajadores de Lavre, en la provincia de Alentejo. Con este libro Saramago consigue encontrar su voz propia, ese estilo inconfundible, límpido y casi poético que lo distingue. En los siguientes años, Saramago publicó casi sin descanso:
Memorial do convento (1982), donde cuenta las más duras condiciones de vida del pueblo llano en el oscuro mundo medieval, en épocas de guerra, hambre y supersticiones. Este libro fue adaptado como ópera por Azio Corghi, y estrenado en el Teatro de la Scala de Milán, con el título de Blimunda, el inolvidable personaje femenino de la novela. El nombre del personaje de Blimunda fue elegido por Isabel da Nóbrega, esposa y musa de Saramago en aquella época.
También Corghi adaptó su obra teatral In nómine Dei, que con el nombre de Divara fue estrenada en Münster. De Azio Corghi es también la música de la cantata La muerte de Lázaro, sobre textos de Memorial del convento, El Evangelio según Jesucristo e In nómine Dei. Fue interpretada por vez primera en la iglesia de San Marco, de Milán.
En 1984 Saramago publicó El año de la muerte de Ricardo Reis y en 1986, A jangada de pedra (La balsa de piedra), donde cuenta qué sucedería si la península ibérica se desprendiera del continente europeo. Ese año, cuando tenía sesenta y tres, conoció a quien sería su esposa hasta el final de sus días, la periodista española Pilar del Río, natural de la localidad granadina de Castril, nacida en 1950, quien finalmente se convirtió en su traductora oficial en castellano.

### Traslado a la isla de Lanzarote

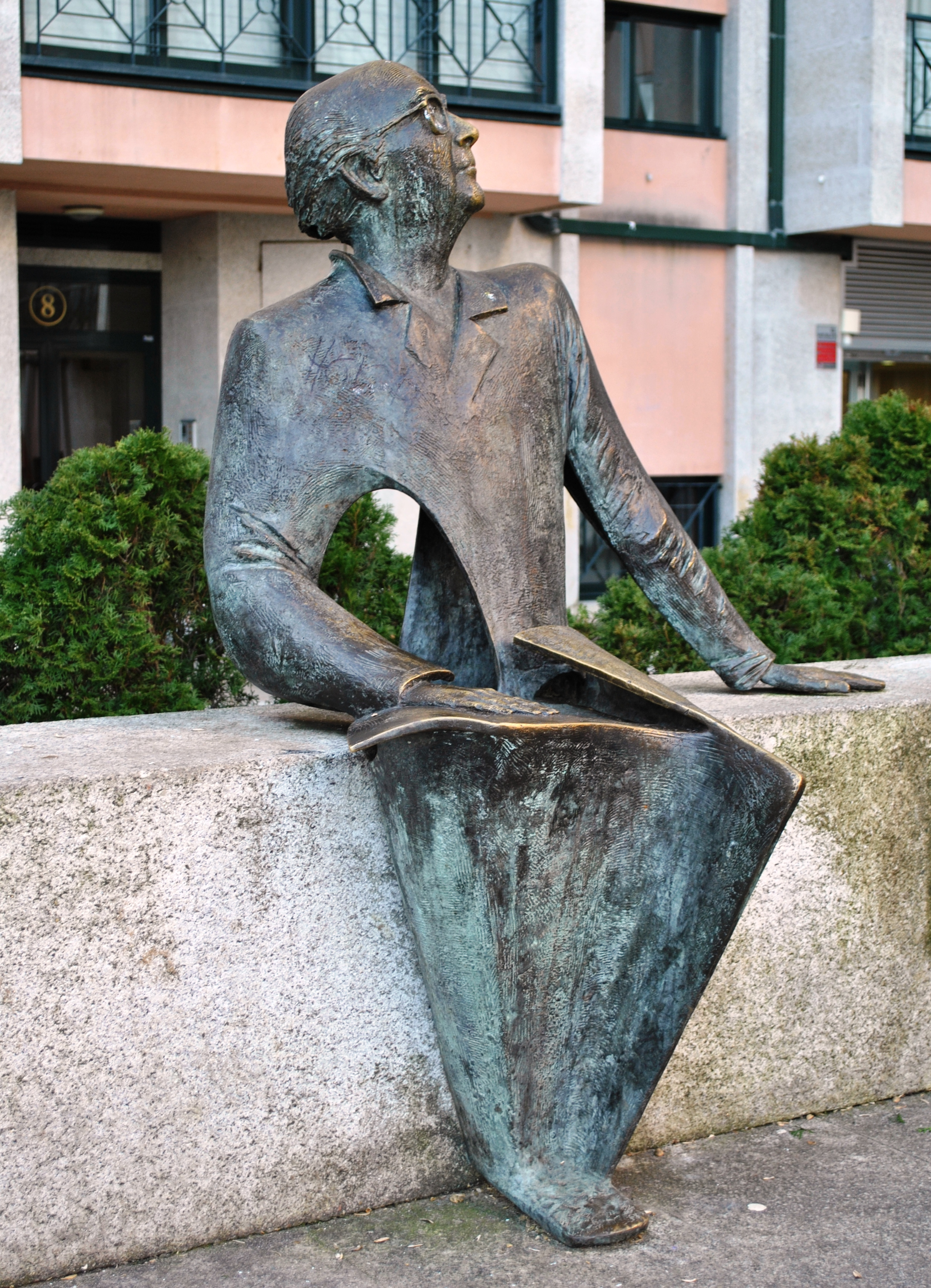
Estatua en Bouzas (Vigo)

La novela El Evangelio según Jesucristo (1991) lo catapultó a la fama a causa de una polémica sin precedentes en Portugal —que se considera una república laica—, cuando el gobierno vetó su presentación al Premio Literario Europeo de ese año, alegando que «ofendía a los católicos».
Como acto de protesta, Saramago abandonó Portugal y se instaló en la isla canaria de Lanzarote. En 1995 publicó una de sus novelas más conocidas, Ensayo sobre la ceguera, novela que fue llevada al cine en el 2008 bajo la dirección de Fernando Meirelles. En 1997 publicó su novela Todos los nombres, que gozó también de gran reconocimiento.
En 1998 ganó el Premio Nobel de Literatura, convirtiéndose en el primer escritor —y hasta ahora el único— de lengua portuguesa en ganar este premio. Desde entonces, compartió su residencia entre Lisboa y la isla canaria, participando en la vida social y cultural de ambos países, cuyas estrechas relaciones justificó en una entrevista para proponer su idea utópica de creación de una Iberia unida. Ateo declarado, colaboró ocasionalmente en prensa, aportando su punto de vista, siempre agudo y comprometido. En definición suya, «Dios es el silencio del universo, y el ser humano, el grito que da sentido a ese silencio». Una de sus últimas obras fue Las intermitencias de la muerte, donde cuenta de un país cuyo nombre no será mencionado y se produce algo nunca visto desde el principio del mundo: la muerte decide suspender su trabajo letal, la gente deja de morir. De ahí en adelante, se relatarán situaciones inimaginables o no, ya que nadie muere pero siguen envejeciendo. La frase que cierra su última novela, Caín, es «La historia ha acabado, no habrá más que contar».
Tanto su casa como la biblioteca privada se encuentran abiertas al público todo el año en el pueblo de Tías (Lanzarote). Pilar del Río, su mujer, preside la Fundación José Saramago. Allí, entre otras cosas, está la colección de relojes que el escritor portugués detuvo a las cuatro, como símbolo de amor hacia ella, pues se conocieron a esa hora.

### Muerte
Falleció a los ochenta y siete años de edad, el día 18 de junio de 2010, en su residencia de la localidad de Tías, a causa de una leucemia crónica que derivó en un fallo multiorgánico. Había hablado con su esposa y pasado una noche tranquila. Saramago escribió hasta el final de su vida, incluso llevaba treinta páginas de una próxima novela, que se publicaron en 2014 bajo el título de Alabardas.
Las cenizas del novelista portugués fueron depositadas el 18 de junio de 2011 al pie de un olivo centenario, traído de su pueblo natal y trasplantado en el Campo das Cebolas, frente a la Fundación José Saramago en la Casa dos Bicos de Lisboa, al cumplirse el primer aniversario de su muerte.

#### Publicaciones y homenajes
- Tras la muerte de José Saramago aumentaron un 70 % las ventas de sus libros en España.[13]
- El 13 de julio de 2010, la mayoría de los concejales, de centro-derecha, del equipo de gobierno del Ayuntamiento de la ciudad de Oporto, la segunda ciudad más importante de Portugal, votaron en contra de la propuesta para poner el nombre del escritor José Saramago a una calle de la ciudad.[14]
- Su viuda Pilar del Río preside la Fundación José Saramago.
- El 28 de enero de 2011 se estrenó José y Pilar, un documental dirigido por Miguel Gonçalves Mendes, coproducido por El Deseo (España) y O2 Filmes (Brasil), que nos acerca a los últimos años de vida de la pareja, mostrándonos el José Saramago más íntimo así como los compromisos, personas y lugares que marcaron sus últimos años de vida, con especial atención a Tías, Azinhaga y Castril. El 9 de septiembre de 2011 el Instituto do Cinema e do Audiovisual (ICA) presentó el documental como candidato al premio Oscar en la categoría de mejor película de habla no inglesa.
- La Fundación José Saramago anunció en octubre de 2011 la publicación de una novela inédita, Claraboya, escrita a principios de los años cincuenta. Tras esta novela no publicada, Saramago «mantuvo un silencio creativo de dos décadas».[15]
- En 2002, fue considerado persona non grata en Israel por comparar la política de este país en los territorios ocupados con los campos de exterminio nazis de Auschwitz.[16] Retiraron todos sus libros de las librerías israelíes.
- En 2009 fue inaugurado en la ciudad española de Albacete un centro cultural que lleva su nombre, la Casa de la Cultura José Saramago, donde se instala la Universidad Popular de la ciudad.
- La Cafetera, de Radiocable, inicia todos sus programas indicando la hora peninsular y la hora canaria con la fórmula «Son las [...], las [...] en la casa museo de José Saramago, en Tías, Lanzarote».
- En 2024, Correos presentó un sello conmemorativo por el centenario de su nacimiento.[17]
- El escritor Fernando Gómez Aguilera, especialista de su obra, publicó los libros José Saramago. La consistencia de los sueños (2008), José Saramago en sus palabras (2010) y José Saramago. El pájaro que pía posado en el rinoceronte, cuya aparición se enmarca en los actos conmemorativos del centenario de su nacimiento.

## Libros

### Novelas
- La viuda (1947). Terra do pecado es el título original, impuesto por su primer editor.[18] Publicada por primera vez en español en 2021. Se restituye el nombre elegido por el autor.
- Manual de pintura y caligrafía (1977): novela filosófica acerca de la figura del artista.
- Levantado del suelo (1980): historia de varias generaciones de campesinos portugueses, testigos de las penurias del campo y de un tiempo aciago, que culmina con el triunfo de la Revolución de los Claveles.
- Memorial del convento (1982): la traducción de Basilio Losada mereció el Premio Nacional de Traducción.
- El año de la muerte de Ricardo Reis (1984)
- La balsa de piedra (1986): la península ibérica se desprende del resto de Europa y comienza a navegar por el Atlántico.
- Historia del cerco de Lisboa (1989)
- El Evangelio según Jesucristo (1991): original visión de la vida del fundador del cristianismo.
- Ensayo sobre la ceguera (1995): una extraña epidemia condena a una ciudad a la ceguera blanca.
- Todos los nombres (1997): novela acerca de don José, un kafkiano burócrata que al encontrar en el registro civil la ficha de una mujer, de la que no conoce siquiera la cara, queda perdidamente enamorado y sale a buscarla.
- La caverna (2000): novela que parte del mito platónico y critica el consumismo.
- El hombre duplicado (2002): dos hombres milimétricamente idénticos se encuentran; el libro explora la angustia del ser anónimo perdido en una sociedad masificada.
- Ensayo sobre la lucidez (2004): investiga los límites de la democracia.
- Las intermitencias de la muerte (2005): acerca de un país donde la gente deja de morir.
- El viaje del elefante (2008)
- Caín (2009)
- Claraboya (2011): escrita en 1953 y publicada póstumamente.
- Alabardas (2014): la novela que Saramago trabajaba al morir. Solo alcanzó a completar tres capítulos. Publicación póstuma.

### Relato
- Casi un objeto (1978)
- El cuento de la isla desconocida (1998)

### Infantil/Juvenil
- La flor más grande del mundo (2001): una primera versión de este relato, "Historia para niños", apareció en Las maletas del viajero. La primera edición fue ilustrada por Joao Caetano. La segunda, de 2016, por André Letria.
- El silencio del agua (2011): fragmento de Las pequeñas memorias. La primera edición fue ilustrada por Manuel Estrada. La segunda, de 2022, por Yolanda Mosquera.
- El lagarto (2016): versión ilustrada por J. Borges de un texto del mismo nombre, incluido en Las maletas del viajero.
- Una luz inesperada (2022): fragmento de Las pequeñas memorias. Ilustraciones de Armando Fonseca.
- El primer barco (2023): fragmento de Cuadernos de Lanzarote II. Ilustraciones de Amanda Mijangos.

### Diarios
- Cuadernos de Lanzarote 1993-1995 (1997)
- Cuadernos de Lanzarote II 1996-1997 (2002)
- El cuaderno (2009): recopilación del blog de Saramago.
- El último cuaderno (2011): recopilación del blog de Saramago.
- El cuaderno del año del Nobel (2018)

### Memorias
- Las pequeñas memorias (2006)

### Poesía
- Poemas posibles (1966)
- Probablemente alegría (1970)
- El año de 1993 (1975)

### Crónica
- De este mundo y del otro (1971): crónicas publicadas en el diario A Capital.
- Las maletas del viajero (1973): crónicas publicadas en los diarios A Capital y Jornal do Fundão.
- Apuntes (1976): crónicas publicadas en los diarios Diário de Lisboa (1972/73) y en el Diário de Noticias (1975)
- Los cinco sentidos: el oído (1979)
- Moby Dick en Lisboa (1996)
- Hojas políticas 1976-1998 (1999)

### Viajes
- Viaje a Portugal (1981)

### Teatro
- La noche (1979)
- ¿Qué haré con este libro? (1980)
- La segunda vida de Francisco de Asís (1987)
- In Nomine Dei (1993)
- Don Giovanni o el disoluto absuelto (2005)

### Ensayo
- Discursos de Estocolmo (1999)
- Da estátua à pedra (1999)
- Comment le personnage fut le maître et l’auteur son apprenti (1999)
- Direito e os Sinos (1999)
- Aquí soy zapatista. Saramago en Bellas Artes (2000)
- Palabras para un mundo mejor (2004)
- Questto mondo non va bene che ne venga un altro (2005)
- El nombre y la cosa (2006)
- Andrea Mantegna. Una ética, una estética (2006)
- Democracia e Universidade (2010)
- Saramago en sus palabras (2010): catálogo de reflexiones personales, literarias e ideológicas.

### Entrevista
- José Saramago: el amor posible (1998), con Juan Arias
- Soy un comunista hormonal (2002), con Jorge Halperín
- José y Pilar (2013), con Miguel Gonçalves Mendes

## Composiciones deAzio Corghia partir de la obra de José Saramago

### Ópera
- 1989 Blimunda (basada en Memorial do convento; ópera en tres actos)
- 1993 Divara (basada en In nómine Dei; drama musical en tres actos)
- 2005 Don Giovanni ou Il dissoluto assolto (libreto de Azio Corghi y José Saramago; acto único)

### Música sinfónica
- 1995 La Morte de Lázaro (basada en In nómine Dei, O Evangelho segundo Jesus Cristo y Memorial do convento; cantata dramática para voz recitante, coro mixto, coro de voces blancas, instrumentos de viento-metal y percusión)
- 2001 Cruci-Verba (basada en O Evangelho segundo Jesus Cristo; para voz recitante y orquesta)
- 2002 De paz e de guerra (texto de José Saramago; para coro y orquesta)

## Premios

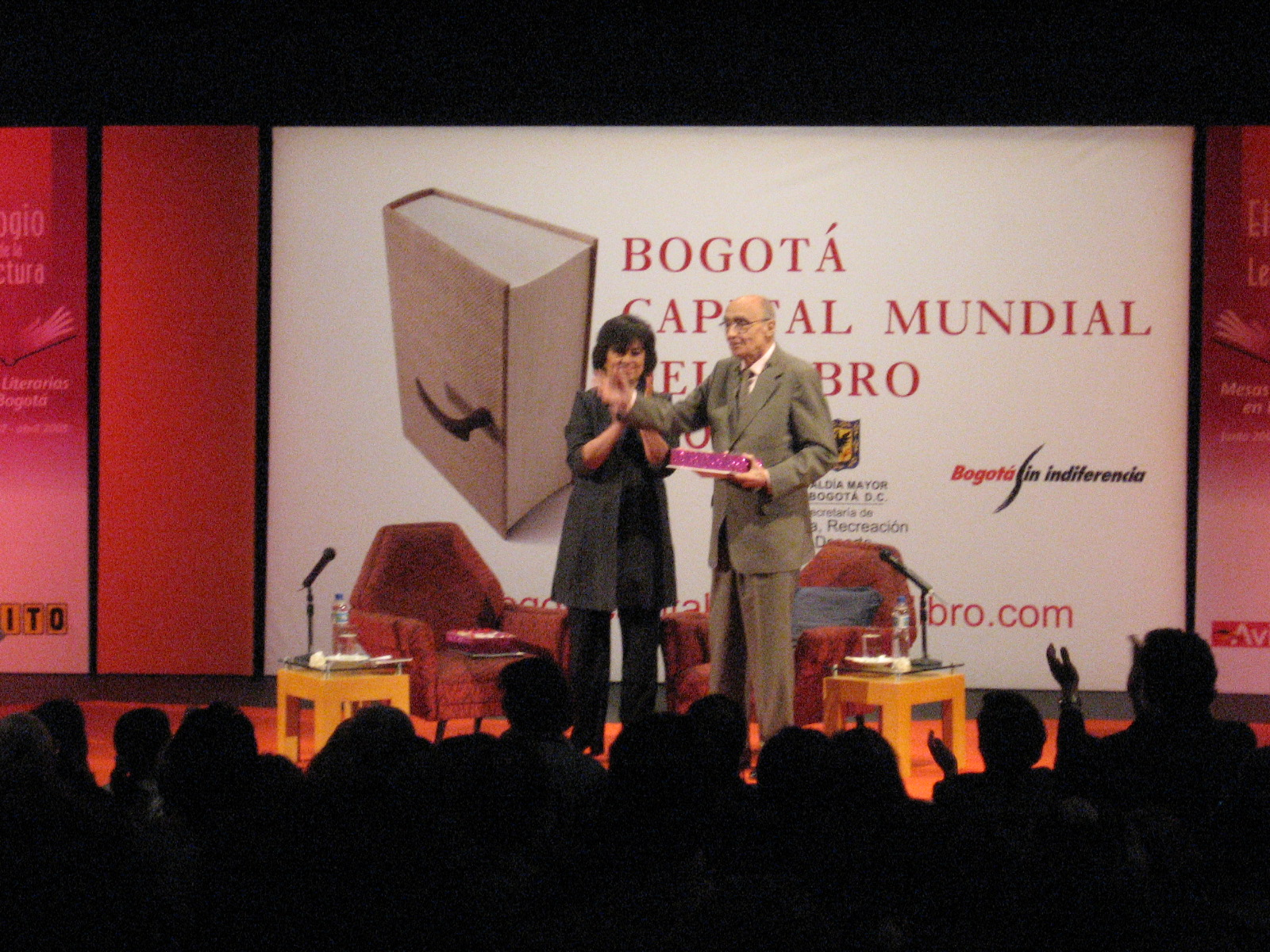
José Saramago durante la Feria Internacional del Libro en Bogotá (Colombia)

- Orden de Saurí, Primera clase. Es la máxima distinción de Panamá.
- Beca de Honor de la Residencia de Estudiantes de la Universidad Carlos III (España).
- Caballero de la Orden de las Artes y las Letras (Francia).
- Comendador de la Orden de Santiago de la Espada (Portugal).
- Doctor Honoris Causa por la Universidad Autónoma del Estado de México (México).
- Doctor Honoris Causa por la Universidad Autónoma de Madrid (España).
- Doctor Honoris Causa por la Universidad de Brasilia (Brasil).
- Doctor Honoris Causa por la Universidad de Buenos Aires (Argentina).
- Doctor Honoris Causa por la Universidad Carlos III de Madrid (España) en enero de 2004.
- Doctor Honoris Causa por la Universidad de Castilla-La Mancha (España).
- Doctor Honoris Causa por la Universidad Nacional de La Plata (Argentina).
- Doctor Honoris Causa por la Universidad de El Salvador (El Salvador).
- Doctor Honoris Causa por la Universidad Nacional de Costa Rica (Costa Rica).[19]
- Doctor Honoris Causa de la Universidad de la República (Uruguay) en diciembre de 2000.[20]
- Doctor Honoris Causa por la Universidad de Mánchester (Reino Unido).
- Doctor Honoris Causa por la Universidad de Salamanca (España).
- Doctor Honoris Causa por la Universidad de Sevilla (España).
- Doctor Honoris Causa por la Universidad de Turín (Italia).
- Doctor Honoris Causa por la Universidad Politécnica de Valencia (España) el 21 de enero de 1999.
- Doctor Honoris Causa por la Universidad de Las Palmas de Gran Canaria (España) el 18 de junio de 1999.
- Doctor Honoris Causa por la Universidad de Santiago de Chile (Chile año 2000).[21]
- Doctor Honoris Causa por la Universidad de Granada (España) (18/05/2001).[22]
- Gran Premio de Teatro, de la Associação Portuguesa de Escritores.
- Grande Premio de Romance e Novela (da Associação Portuguesa de Escritores), 1991 (Evangelio según Jesucristo).
- Miembro honorario de la Academia Canaria de la Lengua.
- Miembro correspondiente de la Academia Argentina de Letras.
- Miembro de la Academia Europea de Yuste (Yuste, España).
- Miembro de la Academia Universal de las Culturas (París).
- Miembro del Parlamento Internacional de Escritores (Estrasburgo).
- Miembro del Patronato de Honra de la Fundación César Manrique (Lanzarote, Canarias).
- Miembro honoris causa del Consejo del Instituto de Filosofía del Derecho y de Estudios Histórico-Políticos de la Universidad de Pisa (Italia).
- Premio Arzobispo Juan de San Clemente (Santiago de Compostela).
- Premio Brancatti (Zafferana, Italia), 1992 (Ensayo sobre la ceguera).
- Prémio Camões (1995).
- Premio Cidade de Lisboa, 1980 (Levantado del suelo).
- Premio de Consagração de Carreira da Sociedade Portuguesa de Autores, 1995.
- Premio de la Crítica (de la Associação Portuguesa de Críticos), 1985 (El año de la muerte de Ricardo Reis).
- Premio Dom Dinis (Fundação da Casa de Mateus), 1986 (El año de la muerte de Ricardo Reis).
- Premio Ennio Ennio Flaiano (Italia), 1992 (Levantado del suelo).
- Premio Europeu de Comunicació "Jordi Xifra Heras" (Gerona).
- Premio Grinzane - Cavour (Alba, Italia), 1987 (El año de la muerte de Ricardo Reis).
- Premio Literario Internacional Mondello (Palermo, Italia), 1992 (Ensayo sobre la ceguera).
- Premio Literario Municipio de Lisboa, 1983 (Memorial del convento).
- Premio Nobel de Literatura (8 de octubre de 1998).
- Premio Pen Club portugués, 1983 (Memorial del convento).
- Premio Pen Club, 1985 (El año de la muerte de Ricardo Reis).
- Premio Penne (Mosca, Penne, Italia).
- Premio Rosalía de Castro (Vigo).
- Premio Scanno (Universidad Gabriele d'Annunzio, Chieti).
- Premio Vida Literária de la Associação Portuguesa de Escritores, 1993.
- Presidente de Honor no ejecutivo de la empresa Sintratel.
- Socio Honorario de la Sociedad Portuguesa de Autores (Lisboa).
- The Independent Foreign Fiction Award (Inglaterra), 1993 (El año de la muerte de Ricardo Reis).
- Hijo Predilecto de Andalucía, 2007. Video del discurso

| Predecesor: Dario Fo | Premio Nobel de Literatura 1998 | Sucesor: Günter Grass |